# Ángeles Ottein
Ángeles Ottein, pseudonimo di María de los Ángeles Nieto Iglesias (Algete, 24 giugno 1895 – Madrid, 12 marzo 1981), è stata un soprano, cantante e insegnante spagnola, che per ragioni artistiche trasformò il suo nome completo in Ángeles Ottein, invertendo il cognome e raddoppiando la t. Era la figlia di José ed Erundina, che ebbero un'altra figlia, Ofelia Nieto, di tre anni più giovane di Ángeles, anche lei soprano, che brillò di luce propria nel firmamento lirico.

## Biografia
Ángeles, come sua sorella Ophelia, iniziò i suoi studi di canto presso il Conservatorio Reale di Madrid con il tenore Lorenzo Simonetti, che cantò nella prima de La Dolores.
Il 5 settembre 1914 debuttò al Teatro de la Zarzuela a Madrid, cantando Marina de Arrieta.
Nel 1917 cantò al Teatro Real di Madrid, Rigoletto, alternandosi con il soprano Maria Barrientos. Successivamente si esibì al Coliseu dos Recreios a Lisbona e poi continuò a cantare nei principali teatri italiani come il Teatro Costanzi di Roma e il Teatro San Carlo di Napoli. Arrivò a cantare Il barbiere di Siviglia con il miglior Almaviva del suo tempo, il tenore Tito Schipa.
Nel 1918 ha fatto la sua unica stagione al Teatro Colón di Buenos Aires, dove ha cantato Il barbiere di Siviglia con il baritono Mariano Stabile; Mignon, insieme al mezzosoprano Gabriella Besanzoni e Rigoletto, insieme al tenore Charles Hackett e al baritono Luigi Montesanto. Poi andò al Metropolitan Opera House di New York dove cantò Lucia di Lammermoor e ancora Il barbiere di Siviglia.
Nel 1920 tornò in Sud America dove cantò Il barbiere di Siviglia, Lucia di Lammermoor e Thaïs in Perù; Condor de Gómes, a Rio de Janeiro con il tenore Bernardo De Muro. Nello stesso anno tornò in Spagna, dove cantò Rigoletto e Il barbiere di Siviglia al Teatro Principal di Valencia con il tenore Tito Schipa.
Nel 1921 andò a L'Avana con la compagnia di Adolfo Baracle.
Nel 1922 cantò nella compagnia Ensemble de Ópera de Cámara del tenore Armand Crabbé e del soprano Marimí del Pozo, dando in anteprima al Teatro de la Comedia di Madrid, l'opera Fantochines, di Conrado del Campo. Poi, con la stessa compagnia, cantò ne El Pelele di Julio Gómez e La Guitarra di Ángel Barrios.
Nel 1924, sostituendo il soprano Sara César, ebbe l'opportunità di esibirsi al Teatro Municipale di Santiago del Cile cantando La bohème, insieme al tenore Ismaele Voltolini, il baritono Carlo Morelli e il basso Gaudio Mansueto. A Valparaíso canta Il barbiere di Siviglia, con il tenore Armand Crabbé, il basso Gaudio Mansueto e suo cognato, il marito della sorella Ramona Nieto, il baritono Carlos del Pozo. Nel Teatro Fábregas del Messico, cantò la Dinorah e El secreto de Susana con il tenore Armand Crabbé.
Nel 1925 canterà di nuovo i Fantochines al Teatro Esperanza Iris in Messico.
Nel 1926 canta al Teatro Apolo di Madrid, Rigoletto, insieme al tenore Miguel Fleta; e Lucia di Lammermoor, insieme a Juan Rosich. Nello stesso anno sposò Enrique Naya e si ritirò all'Avana, anche se poco dopo tornò sulla scena.
Nel 1935, al Teatro Calderón (Madrid), cantò in una stagione maratona cantando: La traviata, insieme al tenore Antonio Cortis e al baritono Celestino Sarobe; Il barbiere di Siviglia, con il tenore Baltasar Lara e il baritono Celestino Sarobe; Rigoletto, insieme al tenore Hipólito Lázaro e ancora il baritono Celestino Sarobe; Pagliacci, con il tenore Antonio Cortis e il baritono Augusto Ordóñez; Il segreto di Susana. Cantò il ruolo di Musetta ne La Boheme, insieme al tenore Hipólito Lázaro, al soprano Matilde Revenga, al baritono Augusto Ordóñez, al basso Gabriel Olaizola e al baritono Carlos del Pozo.
Nel 1942 scelse la via dell'insegnamento.
Nel 1944 canta sotto la direzione di Ataúlfo Argenta alla presentazione del medesimo su Radio Nacional de España.
Nel 1958 ottiene il posto di professoressa del Conservatorio Reale di Madrid, avendo come allievi i soprani Marimí del Pozo, sua nipote (figlia di Ramona, l'altra sorella di Ofelia e Ángeles), Ketty Fernández, Consuelo Rubio, Pilar Lorengar o María Luisa nache.
Nel 1959 fu l'ultima volta che cantò in pubblico, al matrimonio del suo unico figlio Enrique Naya Nieto con la sua studentessa Ketty Fernández.
Nel 1960, dopo essere diventata vedova, si trasferisce e vive a Porto Rico, dove è stata insegnante al Conservatorio Pau Casals per dieci anni.
Nel 1971 tornò a Madrid.
Nel 1981, a causa del morbo di Alzheimer, morì a Madrid il 12 marzo a 86 anni.

## Discografia
Tra le registrazioni di opere, possiamo evidenziare per l'etichetta Phonotype, la Carcajada di Manon Lescaut de Auber, l'ultima cabaletta de La sonnambula o 'Una voce poco fa' de Il barbiere di Siviglia.
Per quanto riguarda la zarzuela, le incisioni sono un po' più abbondanti: El barbero di Jerónimo Jiménez; La canción del olvido con il baritono Marcos Redondo o Katiuska. Allo stesso modo, ha registrato con l'etichetta Odeón alcune selezioni di Luisa Fernanda di Federico Moreno Torroba con il tenore Emilio Vendrell e ancora Marcos Redondo; Maruxa, insieme a sua sorella il soprano Ofelia Nieto, il tenore Carlo Galeffi e il basso Aníbal Vela.